# Carlos Alberto Otero Brunet
Carlos Alberto Otero Brunet, nació en la ciudad San Juan en Puerto Rico el 22 de noviembre, es un modisto, profesor y diseñador puertorriqueño.
Hijo de Nilda Brunet y Nicolás Otero, fue criado en el Municipio de Cataño. Carlos Alberto se graduó de diseño y confección de modas del Instituto Carlota Alfaro en su natal isla donde posteriormente se desempeñó como profesor en dicho instituto. 
Reconocido como el diseñador de las reinas, sus diseños se han presentado en certámenes de bellezas internacionales tales como Miss World, Miss International, Miss Supranational, Miss Earth y recientemente, en la telerrealidad de la cadena Univisión, Nuestra Belleza Latina.  Sin embargo, fue el certamen Miss Universe el evento de belleza que catapultó a Carlos Alberto internacionalmente con el vestido que luciera la ganadora del Miss Universe 2006, Zuleyka Rivera Mendoza, una creación en cadenas en plata y piedras Swarovski. Tres años más tarde, Carlos Alberto se convirtió en el primer puertorriqueño en diseñar los vestuarios oficiales de la apertura de los certámenes Miss USA 2009 y Miss Universo 2009.
Los diseños de Carlos Alberto se han presentado en eventos de modas tales como Puerto Rico Fashion Week, Destellos de la Moda, San Juan Moda, Orlando Fashion Week, Red Cáncer Awareness Month en San Tomas y St. Jude Children’s Hospital.
Varias personalidades del mundo del entretenimiento han lucido piezas del diseñador entre las que se destacan la cantante Thalia, la actriz Roselyn Sánchez y la modelo y cantante, Maripily Rivera.